# Praznik bogov
Praznik bogov (italijansko Il festino degli dei) je oljna slika italijanskega renesančnega mojstra Giovannija Bellinija, z znatnimi dodatki po stopnjah k levi in srednji pokrajini Dossa Dossija in Tiziana. Je ena redkih mitoloških slik beneškega umetnika. Končano leta 1514 je bilo njegovo zadnje večje delo. Zdaj je v Narodni galeriji umetnosti v Washingtonu D. C., ki jo imenuje »ena največjih renesančnih slik v Združenih državah«.
Slika je prva večja upodobitev teme praznika bogov v renesančni umetnosti, ki naj bi ostala pomembna do konca severnega manierizma več kot stoletje pozneje. Ima več podobnosti z drugo, veliko manj sofisticirano obdelavo, ki jo je naslikal florentinski umetnik Bartolomeo di Giovanni v 1490-ih, zdaj v Louvru.

## Naročilo
Slika je podpisana z napisom na fiktivnem papirju, pritrjenem na leseno kad spodaj desno: joannes bellinus venetus / p MDXIIII (Giovanni Bellini iz Benetk, naslikano 1514), njegovo plačilo tega leta pa je zabeleženo. Temelji na Ovidovi pripovedi in je najzgodnejša v ciklu slik, vseh večjih del, o mitoloških temah, ustvarjenih za Alfonsa I. d'Esteja, vojvodo Ferrarskega, za njegovo camerino d'alabastro ('soba iz alabastra') v Castello Estense, Ferrara. Teme je leta 1511 izbral renesančni humanist Mario Equicola, ki je takrat delal za vojvodovo sestro Isabello d'Este, umetnikom pa so bila poslana navodila, ki so očitno vključevala nekaj skic. Kasnejša naročila so bili štirje veliki Tiziani (eden je zdaj izgubljen) in deset manjših del Dossa Dossija, verjetno postavljenih nad njimi. Trije ohranjeni Tiziani, naslikani za sobo, so Bakh in Ariadna (Narodna galerija, London), Bakanalija Andrijanov in Čaščenje Venere (obe Prado, Madrid).

## Spremembe
Domnevali so, da je Bellini pred letom 1514 ali kmalu po njem izvedel predhodne spremembe, da bi naredil sliko bolj združljivo z originalno Ovidovo latinščino, saj je pred tem delal po italijanski različici Ovidia volgarizzato, in da je na tej točki Bellini spremenil večino likov bogovom in ne ljudem iz Teb, ki jim daje atribute in spodnje izreze za ženske. Toda ta pogled je temeljil na napačnem razumevanju zgodnjih rentgenskih posnetkov, posnetih leta 1956. Zdaj se domneva, da so figure takšne, kot jih je prvotno naslikal Bellini. Bellini je umrl leta 1516, kmalu po dokončanju slike, nekaj let pozneje pa sta Dosso Dossi in morda Tizian spremenila pokrajino na levi, da bi se ujemala z njegovo Bakanalija Andrijanov (1518–1523), prav tako v Alfonsovem Camerinu, in dodala skalnat hrib za figurami in svetlejše listje na drevesu na desni. Tizianova temeljitejša predelava okoli leta 1529 je dodala več pokrajine in preslikala prejšnje spremembe. Toda vse delo na figurah ostaja Bellinijevo. Fazana na drevesu na desni, nad Priapom, je morda naslikal sam Alfonso, amaterski slikar.

## Predmet
Slika prikazuje incident poskusa posilstva Lotis. Bila je nimfa, ki jo omenja Ovid, Neptunova ali Nerejeva hči. Med festivalom v čast Liber, ki se ga je udeležila, jo je Priap poskušal posiliti, ko je spala, vendar jo je prebudil nenaden krik Silenove riti in je pobegnila, zaradi česar je bil Priap v zadregi, saj so se tudi vsi drugi zbudili in se zavedli njegovih namenov. Zgodba je prikazana na robovih kompozicije, na nekoliko nedramatičen način, verjetno prikazuje trenutek tik pred ključnim incidentom, s Silenom in njegovo ritjo na levi ter Priapom in Lotis na desni (in vsi razen Lotis so še vedno popolnoma budni). Subjekt je bil upodobljen v prvi ilustrirani izdaji Ovida v italijanščini, izdani v Benetkah leta 1497. Druga upodobitev tega redkega subjekta v beneškem tisku iz leta 1510 ima zelo podobno pozo Lotis, vendar daje veliko večji poudarek erotični naravi zgodbe, vključno s Priapovim prevelikim penisom, tukaj le namig pod draperijo.
Prikazane figure so običajno (od leve proti desni): satir, Silen z oslom, njegov varovanec Bakh kot deček, Silvan (ali Favn), Merkur s svojim kaducejem in čelado, Jupiter, nimfa, ki služi, Kibela, Pan, Neptun, dve stoječi nimfi, Cerera, Apolon, Priap, Lotis. Nekatere figure so lahko portreti ljudi na dvoru v Ferrari, vključno z Alfonsom in njegovo ženo Lucrezio Borgia.
Drug predlog je, da je par v sredini, moški z roko med ženskimi stegni, poročni par, kot je razvidno iz njune intimnosti in kutine, ki jo drži, sadeža, ki se priporoča nevestam za povečanje spolnih apetitov. Če je on še vedno Neptun, bi bila to Amfitrita.

## Interpretacija
Delo je netipično za renesančno mitološko slikarstvo v prizemljeni obravnavi glavnih božanstev, kar je mogoče pojasniti s figurami, ki so se začele kot običajni meščani Teb, in z Bellinijevo neizkušenostjo v nastajajočih konvencijah mitološke umetnosti. Delo je bilo za Bellinija, ki je imel več kot 80 let, ko ga je začel, precejšen odmik od njegove običajne tematike verskih prizorov in portretov. Pred tem ni bil naklonjen slikanju mitoloških zgodb, saj se je izognil naročilu Isabelle d'Este, Alfonsove sestre, v letih 1501–04 (zadovoljiti se je morala z Rojstvom po nižji ceni, kot je ponudila za zgodbo). Morda takrat ni bil pripravljen tekmovati s svojim svakom Andreo Mantegno, ki se je specializiral za klasične predmete. Toda Mantegna je leta 1506 umrl.
Kot prvo delo, ustvarjeno za camerino, je Bellini določil številne elemente sloga za cikel, ki jih je moral Tizian uskladiti v svojih kasnejših platnih. Soba kot celota je »predstavljala veliko novost v evropski domišljiji«, saj so slike »v vizualni obliki vzpostavljale sliko idealne, mitične sredozemske idile, sestavljene iz očarljivih ljudi, ki uživajo v čudoviti pokrajini« in »predstavljale figure« iz klasične mitologije kot laiki, vključeni v laična prizadevanja za ljubezen in vojno, utelešeno v novem realističnem naturalizmu, ki je bil pravkar razvit ... Posvetno življenje je prišlo v visoko umetnost skozi zadnja vrata kot reprezentacija zgodb klasičnih bogov, v katere nihče ni verjel, a so jih lahko, ker niso bili pravi bogovi, postavili v neprijetne situacije. Slike v Camerinu so bile morda ključna faza v tej revoluciji.«

## Kasnejše poreklo
Slike so ostale v sobi, za katero so bile naslikane, do leta 1598, ko jih je zaplenil in odnesel v Rim kardinal Ippolito Aldobrandini (»mlajši«) kot papeški legat. Skupina je bila ločena leta 1623, Praznik pa je v letih 1796–97 zapustil družino Aldobrandini in prešel k družini Camuccini. Slika je leta 1853 zapustila Italijo in odšla v Anglijo, kupil jo je 4. vojvoda Northumberlandski, nato pa jo je 7. vojvoda leta 1916 prodal londonskemu trgovcu Thomasu Agnew and Sons. Leta 1922 jo je kupila posest ameriškega magnata Petra A. B. Widenerja (um. 1915) in leta 1942 vstopila v Narodno galerijo umetnosti v Washingtonu, D.C. z ostalo svojo zbirko.

## Razstave
Razstavljena je bila leta 1856 v British Institution v Londonu (kotThe Gods feasting on the Fruits of the Earth). Odkar je prišla v Washington, je potovala v Benetke leta 1990, London in Madrid leta 2003 (znova združuje vsa štiri velika dela v ciklu s tremi Dossijevimi deli) in Dunaj leta 2006.

## Materiali za slikanje
Slika je bila leta 1985 temeljito raziskana in med čistilnimi in konzervatorskimi posegi na sliki je bila opravljena obsežna pigmentna analiza. Vsi trije slikarji, Bellini, Dosso in Tizian, so uporabljali pigmente, ki so bili na voljo v tistem obdobju, kot so naravni ultramarin, svinčeno-kositrno rumena, malahit, verdigris in vermilion. Praznik bogov je eden redkih primerov uporabe orpimenta in realgarja v renesančnem oljnem slikarstvu v Italiji. Zelo podrobno in obsežno znanstveno raziskavo te slike je širšemu občinstvu na internetu omogočil WebExhibits in nedavno tudi ColourLex.

## Detajli
- Tizianova pokrajina na levi strani slike
- Fazana je morda naslikal vojvoda Alfonso
- Etiketa na kadi nosi Bellinijevo ime in datum 1514